# Casa al carrer Sant Baldiri, 6 (el Port de la Selva)
La Casa al carrer Sant Baldiri, 6 és una obra del Port de la Selva (Alt Empordà) inclosa a l'Inventari del Patrimoni Arquitectònic de Catalunya.

## Descripció
Situada al bell mig del nucli urbà de la població del Port de la Selva, a la banda de ponent de l'església parroquial, formant cantonada entre el carrer Sant Baldiri i el de l'Església.
Edifici cantoner de planta rectangular, amb la coberta plana utilitzada com terrat i un altell a la part davantera, distribuït en planta baixa i dos pisos. Totes les obertures són rectangulars, als pisos inferiors es corresponen amb finestres i portals amb els emmarcaments motllurats i arrebossats. A la planta superior són finestrals amb guardapols decorats, amb sortida a dos balcons correguts situats a la façana principal i a la lateral. L'edifici està rematat per una cornisa motllurada damunt la qual s'assenta una barana d'obra decorada. Les plantes inferiors presenten un parament de carreus de pedra disposats en filades mentre que el pis superior té un placat de peces rectangulars pintades.